# Ensiforma
Ensiforma es un género de escarabajos de la familia Chrysomelidae. El género fue descrito científicamente en 1876 por Jacoby.

## Especies
El género incluye las siguientes especies:
- Ensiforma aeropaga (Bechyne, 1956)
- Ensiforma asteria (Bechyne Y Bechyne, 1962)
- Ensiforma caerulea (Jacoby, 1876)
- Ensiforma chiquitoensis (Bechyne, 1958)
- Ensiforma complexicornis (Bechyne, 1956)
- Ensiforma dianeira (Bechyne Y Bechyne, 1962)
- Ensiforma inflaticornis (Bechyne, 1956)
- Ensiforma melancholica (Baly, 1889)
- Ensiforma muriensis (Bechyne, 1956)